# Kongolikoro
Kongolikoro – appelé Gnangnonsi en sénoufo  – est une commune rurale située dans le département de Samorogouan de la province de Kénédougou dans la région des Hauts-Bassins au Burkina Faso.

## Géographie
Kongolikoro est situé en pays sénoufo, à environ 21 km au nord de Samorogouan. Le village est constitué de six principaux quartiers que sont Nabilé, Taha, Seguinonsi, Doutimè, Zii et Koromo ainsi que de cinq localités de brousse : Sevon, Sgnigué, Douwané, Fargué et Sokoriné. Il possède également un marigot du nom de Gomzé.
Son nom de Gnangnonsi signifie « au bas de la colline ». La commune est principalement habitée par les Sénoufos et les Peuls.

## Administration
Dépendant sur le plan administratif du maire de Samorogouan (où le village a deux conseillers administratifs) dans ses rapports à l'État et pour l'organisation des services publics, le village de Kongolikoro répond également à une chefferie traditionnelle tenue par le chef coutumier (Koulfo) qui assure le respect et l'adoration des lieux sacrés et le chef du village (Kanhafolo) qui l'administre localement ; à Kongolikoro ces deux chefferies sont fusionnées. Cette chefferie est transmise de manière patrilinéaire au sein de la famille Bamba et passe à l'homme le plus âgé dans la grande famille paternelle de l'ancien chef à sa mort (la régence étant assurée par les enfants du défunt) ; les généalogies sont pour les chefs : Zessiré, Zanga, Baga, Kandôpi, Wonizana, Sobégue Nadoro, Sozanga, Sozé, Yagnirigue, Lozé, Noukoulou, Zan, Nazé, Yalwi, Nangoro et Zanga Moussa Bamba.

## Économie
L'économie de la commune repose sur l'agriculture de subsistance (mil, maïs, sorgho, haricot, arachides) ainsi que sur la culture de rente du coton depuis 1960. Kongolikoro a dix Groupements de producteurs de coton (les GPCs Benkadi, Konongnouman, Tahala, Segnonsi, Korokina, Dotimè, Diekoulo, Badema, Ala kabo, Nata) dans le village ainsi qu'une association de femmes. L'élevage (bœufs, chèvres, moutons, volailles) est aussi pratiqué.
Le village tient tous les six jours un marché.

## Santé et éducation
Kongolikoro accueille un centre de santé et de promotion sociale (CSPS). Il y a depuis 1984 un puits à grand diamètre dans le quartier Nabilé et depuis 2004 un forage près du CSPS.
La commune possède une école primaire mais les études secondaires doivent se faire aux collèges de Samorogouan ou de Kourouma.

## Religion
Historiquement de religion traditionnelle reposant sur le fétichisme, Kongolikoro continue à le pratiquer avec l'adoration de cinq grands fétiches que sont : le « Konon » originaire de Néba au Mali, le « Gnan » originaire de Kagnagara, le « Dagorigué », le « Gninankadjougou » originaire de Sokoro, et le « Tiazana » originaire de Korhogo en Côte d'Ivoire. Il existe de même des lieux sacrés : Dôbédougou, Tiégué, Kouné, et le « buisson sacré » de Kiégui pere où seul le chef coutumier et quelques notables peuvent pénétrer, ainsi que deux arbres sacrés.
L'islam sunnite est la seule religion monothéiste pratiquée à Kongolikoro dans la mosquée située dans le quartier Nabilé.

## Culture
Le village possède deux groupes de joueurs de balafon qui, avec les joueurs de kapoungué (tam-tam), assurent les cérémonies et festivités.